# Gal·liformes

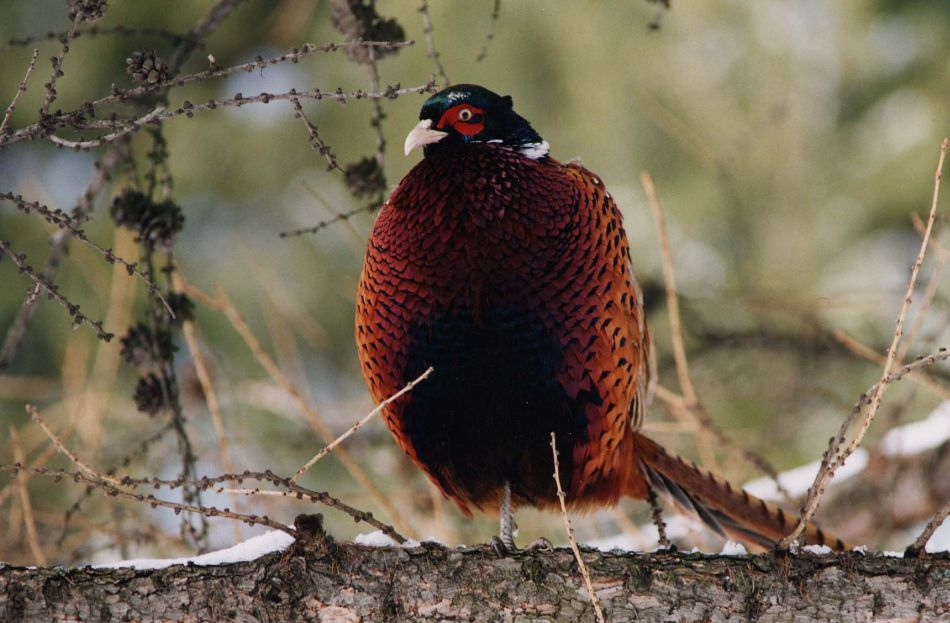
Faisà comú (Phasianus colchicus).

Els gal·liformes (Galliformes) són un ordre d'ocells grossos que estan molt relacionats amb els humans (per l'aprofitament que aquests en fan, perquè tenen valor cinegètic o perquè es crien en granges). N'hi ha 289 espècies.

## Morfologia
Són ocells mitjans o grans, de cos massís i coll curt.
Com la majoria d'aus tenen quatre dits, tres apuntant en endavant i l'altre endarrere, però aquest se sol situar en posició elevada i sovint és reduït. Les potes són robustes, amb els dits preparats per entrecavar a terra i per poder córrer. El bec és fort i curt.
Les ales són curtes i amples. Són ocells més aviat malaptes per al vol i sembla que facin molts esforços per iniciar-lo, tot i que alguns poden volar a grans distàncies.

## Alimentació
Així com els joves s'alimenten d'invertebrats, quan es fan grans van modificant la dieta fins a prendre-la, bàsicament, vegetal.

## Taxonomia
Els gal·liformes són un ordre germà dels anseriformes.
Històricament han estat incloses dins aquest ordre, grups d'ocells de difícil classificació com ara els turnícids (Turnicidae), mesitornítids (Mesitornithidae) i l'hoatzin (Opisthocomus hoazin) que actualment reben diferents tractaments.
Diversos autors han fet diverses propostes de relació entre els diferents grups. si bé encara l'acord no és complet.
A la classificació de l'IOC, es considera que l'ordre està format per 5 famílies amb 308 espècies:
- Família dels megapòdids (Megapodiidae), amb 7 gèneres i 21 espècies.
- Família dels cràcids (Cracidae), amb 11 gèneres i 57 espècies.
- Família dels numídids (Numididae), amb 4 gèneres i 8 espècies.
- Família dels odontofòrids (Odontophoridae), amb 10 gèneres i 34 espècies.
- Família dels fasiànids (Phasianidae), amb 54 gèneres i 188 espècies.

## Espècies presents alsPaïsos Catalans

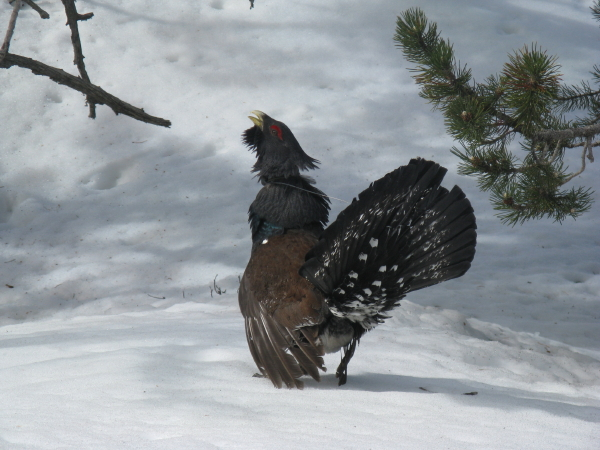
Gall fer a Aigüestortes

Les que es troben als Països Catalans són sis espècies salvatges que pertanyen a dues famílies: els tetraònids (la perdiu blanca i el gall fer) i els fasiànids (el faisà, la perdiu xerra, la perdiu roja i la guatlla), a més de les espècies domèstiques com la gallina i el gall dindi.